# Palacio del Marqués del Castañar

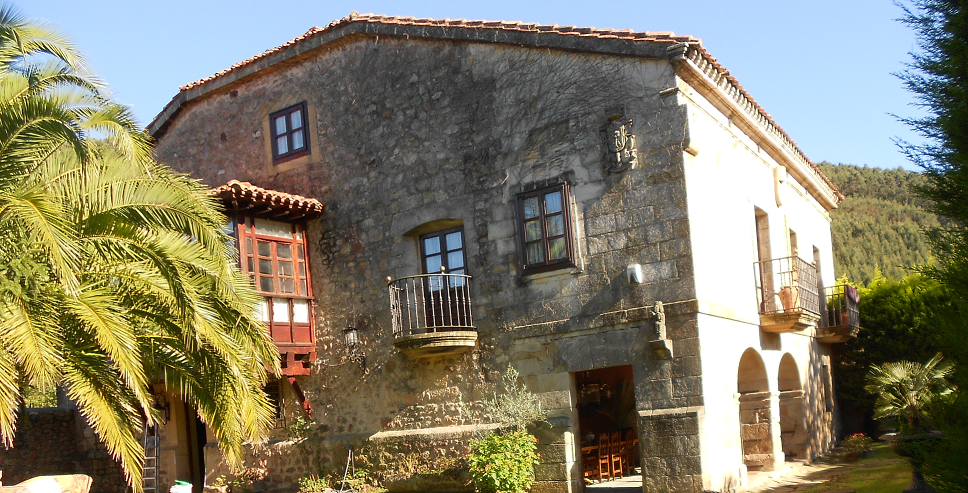
Palacio del marqués del Castañar.

El palacio del Marqués del Castañar es una construcción declarada como "singular" por el ayuntamiento de Puente Viesgo. Se encuentra situado en el barrio del Acebal, en el pueblo de Vargas, Cantabria (España).

## Historia
La casona fue terminada de reedificar en el año de 1774 por Don Fernando de Bustillo Herrera y Gómez de Arce, primer marqués del Castañar y Caballero de Santiago. Don Fernándo no pudo disfrutar de la casa muchos años, pues murió posteriormente en Madrid el 2 de julio de 1779. Aunque se casó con Juana María Fernández de Miranda (hija del Marqués del Premio Real), no tuvo descendencia y a su muerte, le sucedió su hermano Joseph de Bustillo Herrera y Gómez de Arce, como segundo Marqués del Castañar.

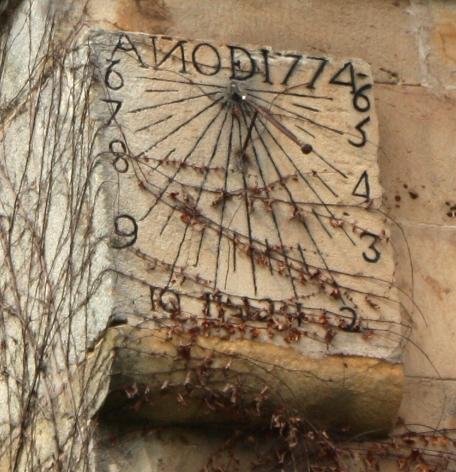
Reloj de sol presente en la fachada del palacio. "Año de 1774".

En las pruebas de Caballero de Santiago de Don Fernándo, en un párrafo del expediente se describe la casa en su anterior forma antes de ser restaurada por el Marqués:

[…] pasamos a unas casas situadas en este lugar y Barrio del Acebal las que se hallan cercadas por Circas de cal y canto , y portada principal y a el saliente y medio dia con huerta, tierra labrantía y prados. En las cuales casas, hallamos a Don Bentura de Bustillo y Herrera , padre de Don Fernándo de Bustillo y Herrera, pretendiente, hijo de Don Jacinto de Bustillo y Herrera y de Doña Antonia de Ceballos Rumayor, dueños propios que fueron de estas casas; las que por toda su fabrica son de cal , ladrillo y Piedra y en la fachada principal tiene dos ventanas, y otras dos en la parte de poniente, e inmediato a la una de estas, en el esquinazo que hace frente a esta portada principal hay un escudo en la misma fábrica y por armas un castillo con un letrero que le cruza y dice "Ave María", con catorce calderas y por debajo el sol y la luna y un Árbol a que están atados los dos lobos, grabado todo en la misma piedra son las que siempre han conocido los presentes y dijeron oír a sus mayores que tuvo toda esta casa por acto distintivo de su nobleza , según y como todo lo referido es ... y notorio en este lugar , lo que nos dijeron y declararon estos nombrados bajo el juramento que fecho tienen […]
Vargas, 1750

En esas fechas, el padre del Marqués (Don Bentura) al estar gravemente enfermo hizo testamento , en donde describía algunos pertrechos de la casa. A la actualidad no llegó ningún de estos pertrechos, ni mueble alguno.

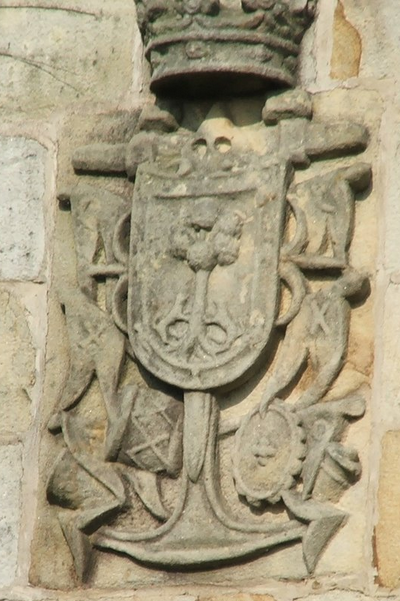
Escudo de los Bustillo en el palacio.

En el escudo se puede apreciar la corona de Marqués, el escudo de apellido Bustillo, así como la cruz de Caballero de Santiago, de fondo se aprecia un Ancla.
La casona fue construida de las ruinas de la torre medieval que la familia Bustillo tenía en esa ubicación y que fue derruida.
Prueba de tal antigüedad la tenemos en el sarcófago de piedra de un infante que apareció en una de las paredes de "la bodega" tras una reciente remodelación en los años 90.
En la Edad Media, los neonatos que fallecían antes de ser bautizados no podían ser enterrados en los cementerios por lo que se enterraban en las casas.

[…] Asimismo declaro que muchas de las alhajas que hay en mi casa como son ocho cubiertos de plata enteros, un despadín de lo mismo, un bastón fino con casquete de oro, catorce cortinas de bayeta encarnada, un baul bueno nuevo, dos velones crecidos de metal, brasero y paletilla de azofar y otras alhajas me las dejó este mi hijo Don Fernándo para que se mantengan en la casa. Otros cuatro cubiertos son de mi hijo Don Francisco con más dos catres nuevos , y las demás alhajas de plata y todos los demás trastos y arreos de que se compone esta mi casa son mios y así lo declaro para que conste.

Y así mismo un libro con toda la cubierta de plata de mantillo me lo dejó el expresado mi hijo Don Fernándo y así lo declaro para que en todo tiempo conste.
También declaro tengo mis libros de cuenta y razón por donde consta lo que me deben y que si alguna cosa yo debiere constará en ellos, mando se pague y cobre respectivamente.
Y también atendiendo a dicha mi hija Doña Teresa de Bustillo, una caja de oro que tengo de por estrenar, y asimismo al mencionado mi hijo Don Francisco le mando el bastón fino con puño de oro y un lignum con una cruz de Carabaca en la que bajó del cielo.

Asimismo mando a las criadas que me están sirviendo Maria Cruz y su hermana Theresa, y Antonia de la Thorre, que las vistan de luto, y asimismo mando a Antonio de Escalante se le haga un vestidillo negro y también a mi criado Juan de la Muela se le den dos pares de calzones negros de los que yo dejase, y que me encomienden a Dios […]

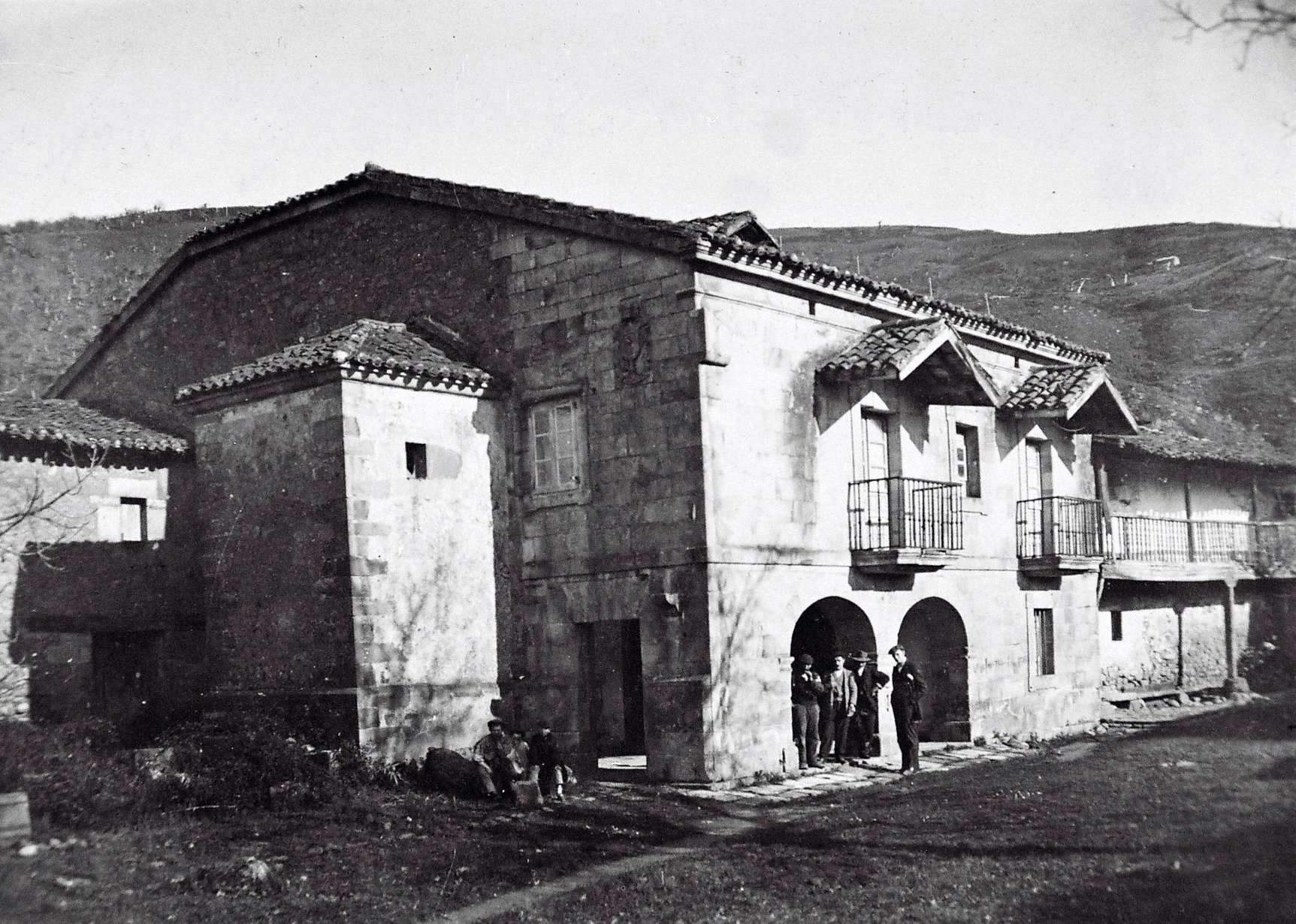
Vista de fotografía de los años 20 del Palacio del Marqués del Castañar.

Vargas, 1752